# Diócesis de Derry
La diócesis de Derry (en latín: Dioecesis Derriena o Derriensis, en inglés: Roman Catholic Diocese of Derry y en irlandés: Deoise Dhoire) es una circunscripción eclesiástica de la Iglesia católica en el Reino Unido y en la República de Irlanda. Se trata de una diócesis latina, sufragánea de la arquidiócesis de Armagh. Desde el 25 de febrero de 2014 su obispo es Donal McKeown.

## Territorio y organización

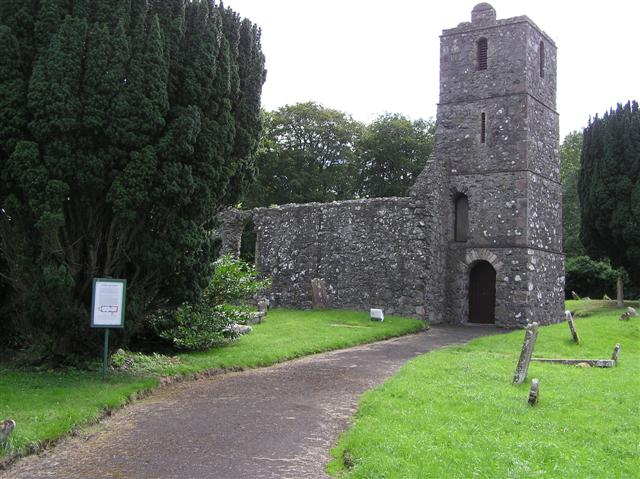
Ruinas de la iglesia de Maghera (Rath-Luraig), que fue por un cierto período catedral de la diócesis de Derry

La diócesis tiene 2500 km² y extiende su jurisdicción sobre los fieles católicos de rito latino residentes en un territorio que se encuentra entre dos países: comprende la península de Inishowen en el condado de Donegal en la República de Irlanda y parte de los condados de Tyrone, Derry y de Antrim en Irlanda del Norte (Reino Unido).

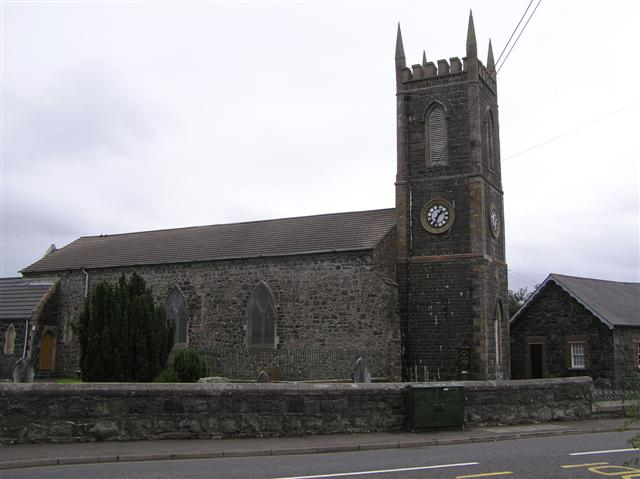
St Mary's Church, de la Iglesia de Irlanda, construida sobre los restos de la antigua abadía cisterciense de Macosquin (condado de Derry), fundada en 1218

La sede de la diócesis se encuentra en la ciudad de Derry (o Londonderry), en donde se halla la Catedral de San Eugenio.

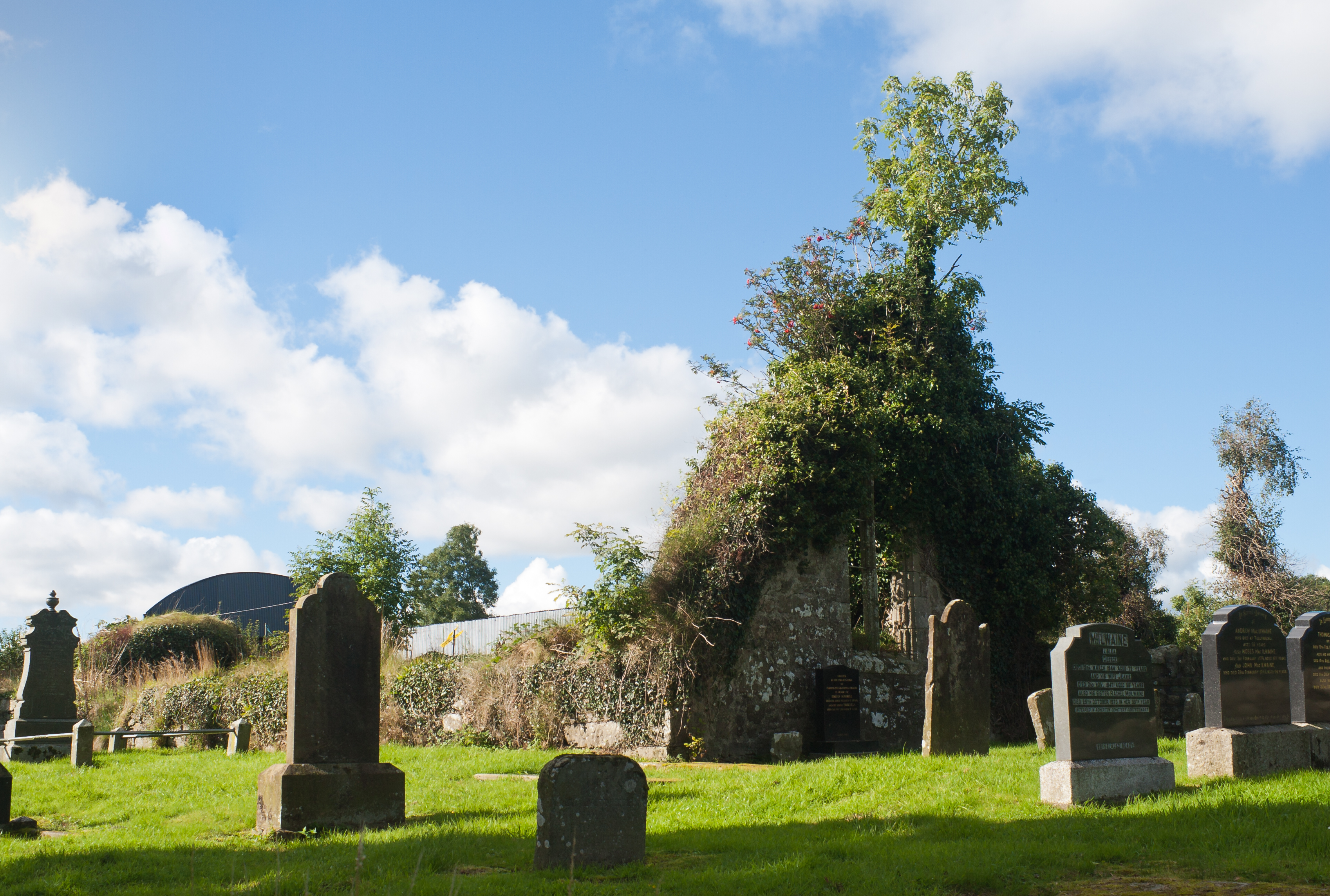
Ruinas del monasterio de los terciarios franciscanos de Corickmore, condado de Tyrone, destruido a inicios del

En 2023 en la diócesis existían 51 parroquias agrupadas en 4 decanatos: ciudad de Derry, condado de Derry, condado de Tyrone e Inishowen.

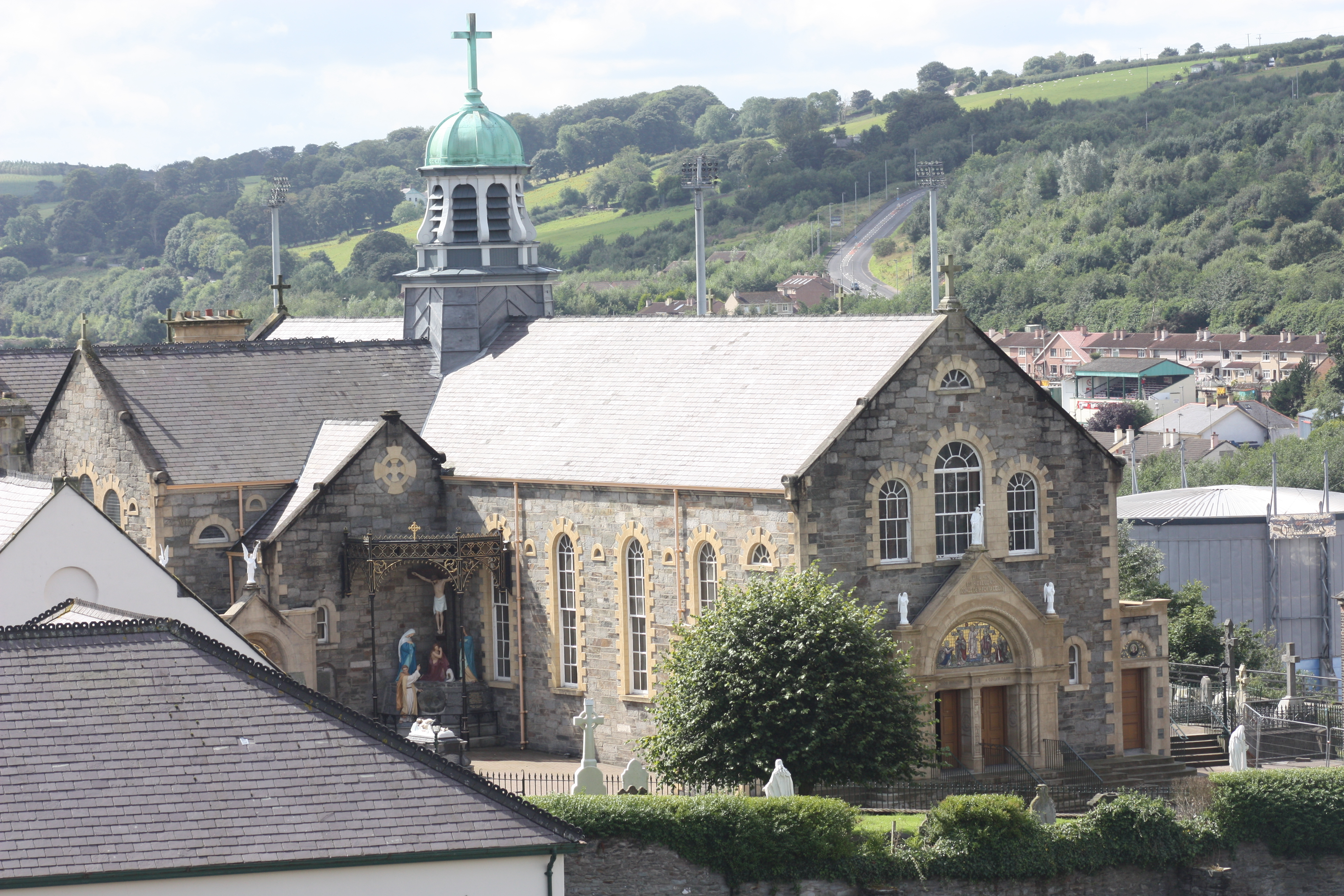
Long Tower Church, primera iglesia católica de Derry después de la introducción del anglicanismo en Irlanda, dedicada a san Columba de Iona, edificada a partir de fines del ; fue construida a unos cientos de metros de la antigua catedral católica de Derry, Teampall Mór

## Historia
La diócesis tiene su origen en la fundación de un monasterio en Derry por Columba entre 546 y 562. Fue uno de los monasterios más importantes de Irlanda, dando protagonismo a la Iglesia irlandesa y durante mucho tiempo fue considerado como la casa madre de los monasterios de san Columba en la isla. Según el sistema eclesiástico desarrollado en Irlanda, algunos de los abades del monasterio también pueden haber sido obispos, pero sin una diócesis territorial específica. Entre estos tuvo importancia en particular al abad Flathbert O'Brolcan († 1175), quien parece haber obtenido derechos y privilegios típicamente episcopales, aunque al respecto los Anales de Úlster no están claros. Anteriormente, se conocen otros abades-obispos, Caoinchomhraic (m. 929) y Maoilfinnean (m. 950).
La diócesis de Derry tomó forma en la segunda mitad del siglo XII, pero otras diócesis pueden haber existido anteriormente en su territorio actual. Ciertamente documentada está la diócesis de Ardstraw, fundada en el siglo VI por san Eugenio (en gaélico: Éogan) y confirmada por el Sínodo de Ráth Breasail de 1111; más tarde esta diócesis fue absorbida, en un momento no especificado, por la de Derry. Los historiadores irlandeses hablan entonces de la existencia de sedes episcopales en Donagh, en Inishowen, en Clonleigh (condado de Donegal), y en Coleraine (condado de Derry), pero no queda claro si eran sedes episcopales o monásticas con la presencia de algunos abades-obispo.
Generalmente se hace que la línea episcopal de Derry comience con Muiredhach Ó Cofaigh, quien en 1152 fue obispo de Cenél nEógain, cuyo territorio correspondía aproximadamente al de la diócesis actual; según los Anales de Úlster, fue él quien estableció la sede episcopal en Derry; los mismos Anales lo llaman obispo de Derry y Raphoe, quizás porque también tenía jurisdicción sobre Inishowen, a veces considerado como parte de la diócesis de Raphoe. Le sucedió su hijo Amhlaí Ó Cofaigh, quien sin autorización papal trasladó la sede episcopal a Rathlury, cerca de Maghera; los Anales de Úlster lo llaman obispo de Ardstraw y Cenéal Fearadhaigh. Le sucedieron tres obispos de la familia O'Cervallen; uno de ellos, Gervase O'Cervallen, quiso en 1247 trasladar la sede episcopal de Rathlury a Derry, lo que fue concedido por el papa en 1254. La antigua iglesia de la abadía de Derry, llamada Teampall Mór y construida en la época del abad-obispo Flathbert O'Brolcan, se convirtió en la catedral de la diócesis.
Los límites de la diócesis se establecieron con precisión hacia fines del siglo XIII luego de que en 1266 el obispo Germanus de Derry transfiriera por la fuerza la península de Inishowen de la jurisdicción de la diócesis de Raphoe a la diócesis de Derry. La división en tres decanatos está documentada a principios del siglo XIV. Una inspección realizada a finales de siglo muestra que la diócesis estaba bien organizada, pero que se encontraron algunos abusos, entre ellos la violación de la indisolubilidad del matrimonio entre laicos de alta nobleza, la enajenación de bienes eclesiásticos, el concubinato en el clero. Los registros de los arzobispos de Armagh apuntan a otros abusos en la primera mitad del siglo XV: el obispo Donald O'Meirach está acusado de delitos sexuales, mientras que John Ogugun está acusado de asesinato y otros delitos.
Con la introducción de la Reforma protestante la diócesis se dividió al ser nombrado Denis Campbell en 1603 como obispo de Derry, Raphoe y Clogher por el rey inglés, iniciando la sucesión de la Iglesia de Irlanda, pero murió antes de la consagración en julio de 1603. El 15 de febrero de 1605 el rey nombró a George Montgomery para las diócesis anglicanas de Derry, Raphoe y Clogher. Desde 1834 las dos primeras se unieron en la actual diócesis de Derry y Raphoe de la Iglesia de Irlanda.
La diócesis experimentó un largo período de crisis, que comenzó con el martirio del obispo Raymond O'Gallagher el 14 de marzo de 1601 y duró hasta 1720. La antigua catedral católica de Derry fue destruida en la rebelión de Tyrone. A lo largo de este período, excepto por una breve interrupción de tres años, la diócesis quedó vacante y, a menudo, fue gobernada por vicarios apostólicos. Con motivo de la persecución contra el catolicismo, proscrita por los gobernantes ingleses, se cerraron todas las casas religiosas y se confiscaron los bienes eclesiásticos; así desaparecieron los antiguos monasterios agustinos de Derry y Dungiven, los dominicos de Derry y Coleraine, el de los cistercienses de Macosquin, y todos los de los terciarios franciscanos. Según un informe elaborado en 1631, todavía quedaban 25 sacerdotes católicos en la diócesis, que celebraban la Eucaristía en secreto en 8 casas de misa. Algunos de estos sacerdotes eran religiosos dominicos y franciscanos, que vivían en la clandestinidad, a menudo llevando una vida solitaria en los bosques o montañas.
Fue solo a fines del siglo XVIII que el obispo Philip MacDavitt pudo volver a poner un pie en Derry por primera vez, donde comenzó la construcción de la iglesia de San Columba, llamada Long Tower, la primera iglesia católica en la ciudad después la proscripción del catolicismo. Con el Act of Emancipation de 1829, el catolicismo irlandés pudo revivir. Se reconstruyeron las iglesias, se restablecieron las parroquias, se organizaron las asociaciones católicas y regresaron también las comunidades religiosas, cada una con sus propias casas y su propia organización; en 1873 se completó la construcción de la nueva catedral, dedicada a san Eugenio, patrono de la diócesis junto con san Columba; al mismo tiempo también se estableció el seminario diocesano.

## Estadísticas
Según el Anuario Pontificio 2024 la diócesis tenía a fines de 2023 un total de 261 747 fieles bautizados.
| Año                                                                             | Población            | Población | Población      | Sacerdotes | Sacerdotes    | Sacerdotes    | Bautizados por sacerdote | Diáconos permanentes | Religiosos | Religiosos | Parroquias |
| Año                                                                             | Bautizados católicos | Total     | % de católicos | Total      | Clero secular | Clero regular | Bautizados por sacerdote | Diáconos permanentes | Varones    | Mujeres    | Parroquias |
| ------------------------------------------------------------------------------- | -------------------- | --------- | -------------- | ---------- | ------------- | ------------- | ------------------------ | -------------------- | ---------- | ---------- | ---------- |
| 1950                                                                            | 126 500              | 217 000   | 58.3           | 144        | 144           |               | 878                      |                      | 14         | 243        | 39         |
| 1970                                                                            | 142 159              | 223 795   | 63.5           | 149        | 149           |               | 954                      |                      | 17         | 230        | 39         |
| 1980                                                                            | 171 450              | 239 636   | 71.5           | 148        | 148           |               | 1158                     |                      | 13         | 213        | 51         |
| 1990                                                                            | 196 122              | 285 524   | 68.7           | 152        | 147           | 5             | 1290                     |                      | 9          | 181        | 52         |
| 1999                                                                            | 228 525              | 304 700   | 75.0           | 149        | 144           | 5             | 1533                     |                      | 9          | 157        | 53         |
| 2000                                                                            | 227 637              | 291 589   | 78.1           | 143        | 137           | 6             | 1591                     |                      | 10         | 147        | 53         |
| 2002                                                                            | 228 288              | 300 629   | 75.9           | 133        | 128           | 5             | 1716                     |                      | 9          | 120        | 53         |
| 2004                                                                            | 232 136              | 302 653   | 76.7           | 131        | 126           | 5             | 1772                     |                      | 9          | 114        | 53         |
| 2006                                                                            | 236 548              | 322 219   | 73.4           | 127        | 122           | 5             | 1862                     |                      | 9          | 109        | 53         |
| 2013                                                                            | 243 229              | 316 916   | 76.7           | 111        | 103           | 8             | 2191                     |                      | 14         | 85         | 50         |
| 2016                                                                            | 248 607              | 321 911   | 77.2           | 109        | 102           | 7             | 2280                     |                      | 12         | 73         | 51         |
| 2019                                                                            | 252 347              | 336 741   | 74.9           | 104        | 97            | 7             | 2426                     |                      | 8          | 67         | 51         |
| 2021                                                                            | 259 689              | 328 854   | 79.0           | 106        | 99            | 7             | 2449                     |                      | 8          | 64         | 51         |
| 2023                                                                            | 261 747              | 328 545   | 79.7           | 100        | 93            | 7             | 2617                     |                      | 9          | 61         | 51         |
| Fuente: Catholic-Hierarchy, que a su vez toma los datos del Anuario Pontificio. |                      |           |                |            |               |               |                          |                      |            |            |            |

## Episcopologio

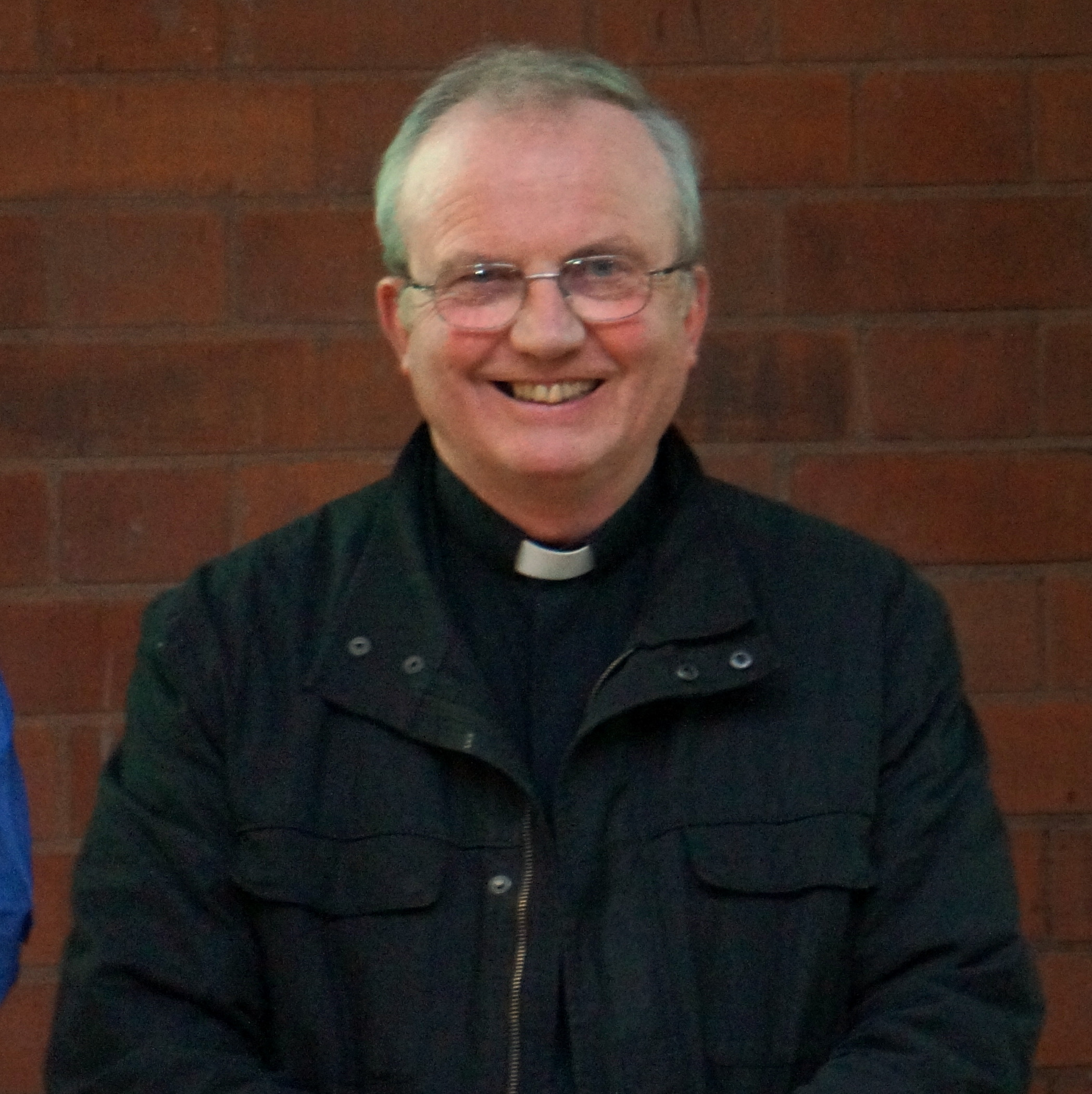
Donal McKeown, obispo de Derry desde 2014

- Muiredhach Ó Cofaigh (Maurice O'Coffy), O.S.A. † (antes de 1152-10 de febrero de 1173 falleció)
- Amhlaí Ó Cofaigh (Amlaff O'Coffy) † (circa 1173-1185 falleció)
- Fógartach Ó Cearbhalláin I (Florence O'Cervallen I) † (1185-1230 falleció)
- Gervase (o Germanus) O'Cervallen † (1230-1279 falleció)
- Florence O'Cervallen II † (1279-julio de 1293 falleció)
- Henry O'Reghly, O.Cist. † (1295-1297 falleció)
- Geoffrey MacLoughlin † (1297-1315 falleció)
- Hugh O'Neill † (1316-junio de 1319 falleció)
- Micheal (o Maurice) MacLoughlin, O.F.M. † (1319-circa 1349 falleció)
- Simon, O.P. † (18 de diciembre de 1349-después de 1380 falleció)
- John ? † (?-antes de 1391 falleció)
- John Dongan, O.S.B. † (4 de julio de 1391-16 de septiembre de 1394 nombrado obispo de Down)
- John O'Machan † (16 de septiembre de 1394-?)
- Hugh † (15 de marzo de 1398-?)
- John, O.Cist. † (27 de agosto de 1401-? falleció)
- Donald Machuil † (20 de febrero de 1415-? falleció)
- Donald O'Meirach † (16 de octubre de 1419-9 de diciembre de 1429 nombrado obispo de Connor)
- Eugene O'Dhombuail † (9 de diciembre de 1429-? falleció)
- John Ogugun † (18 de septiembre de 1433-1456 falleció)
  - John Bole † (1457-2 de mayo de 1457 nombrado arzobispo de Armagh) (obispo electo)[nota 2]
- Bartholomew O'Flanagan, O.Cist. † (27 de mayo de 1457-1463 renunció)
- John † (circa 1464-1466 falleció)
- Nicholas Weston † (21 de febrero de 1466-diciembre de 1484 falleció)
- Donald O'Fallon, O.F.M.Obs. † (16 de mayo de 1485-5 de julio de 1501 falleció)
- James MacMahon † (26 de noviembre de 1503-5 de julio de 1517 falleció)
  - Sede vacante (1517-1520)
- Rory O'Donnell † (11 de enero de 1520-8 de octubre de 1551 falleció)
  - Sede vacante (1551-1554)
- Eugene O'Doherty † (25 de junio de 1554-circa 1569 falleció)
- Raymond O'Gallagher † (22 de junio de 1569-14 de marzo de 1601 falleció)
  - Sede vacante (1601-1694)
- Lawrence Fergus Lea † (8 de febrero de 1694-19 de enero de 1697 falleció)
  - Sede vacante (1697-1720)
- Terence O'Donnelly † (5 de enero de 1720-1726 falleció)
- Nelian Conway † (7 de abril de 1727-6 de enero de 1738 falleció)
- Michael O'Reilly † (24 de abril de 1739-23 de enero de 1749 nombrado arzobispo de Armagh)
  - John Brallaghan † (7 de mayo de 1749-10 de junio de 1750 renunció) (obispo electo)
- Patrick Bradley, O.P. † (29 de enero de 1751-20 de diciembre de 1751 renunció)
- John MacColgan † (4 de mayo de 1752-21 de diciembre de 1765 falleció)
- Philip MacDavitt † (14 de enero de 1766-24 de noviembre de 1797 falleció)
- Charles O'Donnell † (24 de noviembre de 1797 por sucesión-18 de julio de 1823 falleció)
- Peter McLaughlin † (11 de mayo de 1824-18 de agosto de 1840 falleció)
- John McLaughlin † (18 de agosto de 1840 por sucesión-13 de junio de 1864 renunció)
- Francis Kelly † (13 de junio de 1864 por sucesión-1 de septiembre de 1889 falleció)
- John Keys O'Doherty † (28 de diciembre de 1889-25 de febrero de 1907 falleció)
- Charles McHugh † (1 de julio de 1907-12 de febrero de 1926 falleció)
- Bernard O'Kane † (21 de junio de 1926-5 de enero de 1939 falleció)
- Neil Farren † (5 de agosto de 1939-13 de abril de 1973 retirado)
- Edward Kevin Daly † (31 de enero de 1974-26 de octubre de 1993 renunció)
- Séamus Hegarty † (1 de octubre de 1994-23 de noviembre de 2011 renunció)
  - Sede vacante (2011-2014)
- Donal McKeown, desde el 25 de febrero de 2014